# FESTin 2014
Das FESTin 2014 war die fünfte Ausgabe des FESTin-Filmfestivals (offiziell: FESTin – Festival de Cinema Itinerante da Língua Portuguesa, zu deutsch: Wanderndes Filmfestival der portugiesischen Sprache), ein jährliches Filmfestival für Filme des portugiesischen Sprachraums.
Es fand vom 2. bis zum 9. April 2014 im Lissabonner Cinema São Jorge statt, erneut mit Workshops, Gesprächsrunden und Musik zusätzlich zu den Filmvorführungen. In diesem Jahr wurden das Kino Kap Verdes und 40 Jahre Nelkenrevolution geehrt. Erstmals wurde zusätzlich mit Frankreich ein nicht portugiesischsprachiges Land betrachtet, mit einer frankophonen-lusophonen Filmreihe. Dazu gab es Filmreihen zur brasilianischen Militärdiktatur (1964–1985), zum brasilianischen Kino und die traditionelle Filmreihe zur sozialen Inklusion.
Gezeigt wurden 76 Filme aus Angola, Brasilien, Kap Verde, Guinea-Bissau, Mosambik und Portugal. Etwa 7.000 Zuschauer zählte das FESTin 2014.

## Preisträger
- Bester Langfilm (Jury: João Cayatte, Letícia Constant und Ricardo Cabaça):
  - Cores (Brasilien, Regie: Francisco Garcia)
  - Nennung ehrenhalber Impunidades Criminosas (Mosambik, Regie: Sol de Carvalho)
- Bester Dokumentarfilm (Jury: José António Ricardo, Paulo Portugal und Roni Nunes):
  - De Armas e Bagagens (Portugal/Angola, Regie: Ana Delgado Martins)
- Bester Kurzfilm (Jury: Maria João Coutinho, António Câmara Manuel und Geraldo Valentin Valentin):
  - Acalanto (Brasilien, Regie: Arturo Sabóia)
  - Nennung ehrenhalber Leve-me Pra Sair (Brasilien, Regie: José Agripino (Coletivo Lumika))
- Beste Regie: Francisco Garcia (Brasilien)
- Beste Schauspielerin: Simone Iliescu (Brasilien) für Cores
- Bester Schauspieler: Juliano Cazarré (Brasilien) für Serra Pelada
- Publikumspreise:
  - Langfilm: Serra Pelada (Brasilien, Regie: Heitor Dhalia)
  - Kurzfilm: Perto (Portugal, Regie: José Retré)
  - Dokumentarfilm: Azul Alvim (Portugal, Regie: José Paulo Valente)[2]